# Lijst van materieel van de Stoomtrein der Drie Valleien
Dit artikel geeft een overzicht van het materieel dat bij de Stoomtrein der Drie Valleien in dienst is of is geweest.

## Overzicht van de voertuigen
| Nummer | Maatschappijnummer en naam | Bouwjaar | Fabrikant                                           | Technische info en Opmerkingen | Afbeelding |
| --- | --- | -------- | --------------------------------------------------- | --- | ---------- |
| Stoomlocomotieven | |          |                                                     | |            |
| In Dienst Rijvaardig in 2025 | |          |                                                     | |            |
| 64 250 | 1933-1937: DRG 1937-1949: DRB 1949-1967: DB 1968-1971: DB 1971-1986: Schrottverwertung Berg CFV3V sinds 1986                                         | 1933     | Henschel nummer 22178                               | Stoom Tenderlocomotief BR64 van de DB met as-indeling 131T. Max snelheid 90 km/u. Lengte over de buffers 12,4 m Vermogen 950 pk. / 699 kW Leeggewicht 58 t Max Bedrijfsgewicht 74,9 t Keteldruk 14 bar Verdampingsoppervlak 104,48 m² Oververhitter 37,34 m² Aantal Vlampijpen 114 Water voorraad 9 m³ Kolen voorraad 3 t Was in dienst van 1994 tot 2016. Rijvaardig Opnieuw rijvaardig sinds 25 augustus 2023 na volledige restauratie. |            |
| NE 61 | Staalfabriek Neuenkirche Hutte tot 1969 CFV3V sinds 1984 Naam André Chapelon                                                                         | 1952     | SACM Frankrijk nummer: 8098                         | industrie locomotief van de Staalfabriek Neuenkirche Hutte in Saarland met as-indeling 040T. Max snelheid 50 km/u Lengte over de buffers 11,1 m Leeggewicht 50,8 t Keteldruk 14 bar Verdampingsoppervlak 134,7 m² Water voorraad 6,4 m³ Kolen voorraad 2,5 t Was in dienst van 1984 tot 2008 Rijvaardig Terug in dienst sinds 15-08-2021 na volledige restauratie met nieuwe ketel |            |
| AD 09 | Koolmijn Waterschei tot 1980 CFV3V sinds 1980 Naam Françoise                                                                                         | 1951     | La Meuse nummer 4672                                | industrie locomotief van de koolmijn Waterschei met as-indeling 040T. Max snelheid 40 km/u Leeggewicht 55 t Keteldruk 12,25 bar Verdampingsoppervlak 124 m² Was in dienst van 1980 tot 1998. Volledig gerestaureerd naar bedrijfstoestand. Rijvaardig Terug in dienst sinds oktober 2024. |            |
| In 2025 in Revisie/Restauratie naar bedrijfstoestand | |          |                                                     | |            |
| 158 ELNA 5 | Teutoburger Wald Eisenbahn 1940-1954 Kleinbahn Kaldenkirchen Brüggen 1954-1973 SGB 1974-1983 CFV3V sinds 1983                                        | 1940     | Henschel nummer 24917                               | Stoom Tenderlocomotief BR91 van de DR met as-indeling 130T Max snelheid 50 km/u Lengte over de buffers 9,86 m Leeggewicht 39,4 t Max Bedrijfsgewicht 50,4 t Keteldruk 12 bar Verdampingsoppervlak 70,3 m² Oververhitter 25,7 m² Water voorraad 6 m³ Kolen voorraad 1,6 t Was in dienst van 1990 tot 2015. Niet rijvaardig sinds 2015. In revisie/restauratie in 2022/2023. Zou weer in gebruik worden genomen vermoedelijk in 2025. |            |
| 52 467 | DR tot 1994 CFV3V sinds 1994 | 1942     | Borsig nummer 15564                                 | Stoomlocomotief Baureihe 52 van de DR/DB met as-indeling 1-5-0. Max snelheid 80 km/u.(voor en achteruit) Lengte over de buffers 22,975 m Vermogen 1600 pk./ 1177 kW Leeggewicht 75,81 t Max Bedrijfsgewicht 142,7 t met Tender T30 Keteldruk 16 bar Verdampingsoppervlak 177,83 m² Oververhitter 68,94 m² Aantal Vlampijpen 114 Tender T30 Water voorraad 30 m³ Kolen voorraad 10 t In dienst van 2004 tot 2014 (na ombouw van olie naar kolen) Niet rijvaardig sinds 2014 Verkocht aan privé persoon. Wordt momenteel gerestaureerd naar bedrijfstoestand. |            |
| Wacht op Revisie/Restauratie naar bedrijfstoestand | |          |                                                     | |            |
| AD 05 | Koolmijn Waterschei tot 1980 CFV3V sinds 1980 | 1926     | Tubize nummer 2007                                  | industrie locomotief van de koolmijn Waterschei met as-indeling 030T Max Snelheid: 40km/u Lengte over de buffers 9,35 m Leeggewicht 34 t Keteldruk 12,5 bar Verdampingsoppervlak 77,4 m² Vermogen 173 pk / 127 kW Was In dienst sinds 2009 tot einde 2023 Niet Rijvaardig Wacht op volledige restauratie |            |
| 50-3696-7 | DR tot 1993 Royal Gaststätten GmbH 1993-1994 CFV3V sinds 1994                                                                                        | 1939     | Krupp nummer 2059                                   | Stoomlocomotief Baureihe 50 van de DR/DB met as-indeling 1-5-0. Max snelheid 80 km/u (voor en achteruit) Lengte over buffers 22,94 m. Vermogen 1760 pk./ 1294 kW Leeggewicht 78,6 t Max Bedrijfsgewicht 146,4 t met Tender T26 Keteldruk 16 bar Verdampingsoppervlak 177,83 m² Oververhitter 68,94 m² Aantal Vlampijpen 113 Tender T26 : Water voorraad 26 m³ Kolen voorraad 8 t In dienst van 1994 tot 2015.Niet rijvaardig sinds 2015. Deze locomotief staat in afwachting van een volledige restauratie naar bedrijfstoestand in het museum te Treignes. |            |
| 52 3314 | OBB tot 1978 Brenner & Brenner tot 1988 IG Historische Eisenbahn Paderborn tot 1992 CFV3V sinds 1992                                                 | 1944     | Jung nummer 11325                                   | Stoomlocomotief Baureihe BR52 van de OBB met as-indeling 1-5-0 Max snelheid 80 km/u.(voor en acheruit) Lengte over de buffers 22,975 m Vermogen 1620 pk / 1192 kW Leeggewicht 75.81 t Max bedrijfsgewicht 142,7 t met Tender T30 Keteldruk 16 bar Verdampingsoppervlak 177,83 m² Oververhitter 68,94 m² Aantal Vlampijpen 114 KabinenTender Water voorraad 27 m³ Kolen voorraad 10 t Niet rijvaardig Wacht op volledige restauratie |            |
| Tkt-48 78 | PKP van 1952 tot 1994 CFV3V sinds 1994 | 1952     | Stalina Polen                                       | Stoom Tenderlocomotief van de Poolse Spoorwegen met as-indeling 141T Max snelheid 80 km/u Lengte over de buffers 14,2 m Vermogen 1067 pk / 785 kW Leeggewichtt 78 t Max Bedrijfsgewicht 87 t Keteldruk 16 bar Verdampingsoppervlak 123,10 m² Oververhitter 49,10 m² Vlampijpen 97 Volledig gerestaureerd tussen 1994 en 2004 In dienst van 2005 tot 2021. Niet rijvaardig sinds eind 2021. In afwachting van een volledige restauratie naar bedrijfstoestand staat deze locomotief in het museum te Treignes.                                               |            |
| MF 32 | Koolmijn Monceau Fontaine van 1904 tot 1980 CFV3V sinds 1980                                                                                         | 1904     | Haine Saint Pierre nummer: 792                      | industrie locomotief van de koolmijn Monceau Fontaine met as-indeling 020T Leeggewicht 19,7 t Vermogen 54 pk Keteldruk 11 bar Verdampingsoppervlak 45 m² Niet rijvaardig. Wacht op een volledige restauratie naar bedrijfstoestand. |            |
| MF 34 | Koolmijn Bois de Luc van 1887 tot 1950 Koolmijn Fontaine van 1950 tot 1980 CFV3V sinds 1980                                                          | 1887     | Haine Saint Pierre nummer: 277                      | industrie locomotief van de koolmijn Monceau Fontaine met as-indeling 020T Niet rijvaardig. Wacht op een volledige restauratie naar bedrijfstoestand. |            |
| MF 62 | Koolmijn Monceau Fontaine van 1916 tot 1926 Type 50 NMBS Van 1926 tot 1980 Koolmijn Monceau Fontaine CFV3V sinds 1980                                | 1916     | Baldwin USA nummer: 44883                           | industrie locomotief van de koolmijn Monceau Fontaine met as-indeling 020T Lengte over de buffers: 8,3m Leeggewicht 32 t Keteldruk 8 bar Verdampingsoppervlak 65 m² Water voorraad: 4500L Kolen voorraad: 900kg Niet rijvaardig. Wacht op volledige restauratie naar bedrijfstoestand (Project). |            |
| MF 73 | Koolmijn Monceau Fontaine van 1922 tot 1975 CFV3V sinds 1976                                                                                         | 1922     | UMH: Ateliers Métalurgiques du Hannuit nummer: 1756 | industrie locomotief van de koolmijn Monceau Fontaine met as-indeling 030T. Leeggewicht 36,5 t Keteldruk 12 bar Verdampingsoppervlak 89 m² Vermogen 244 pk / 180 kW Reed op 27 maart 1976 de aller eerste rit van de CFV3V tussen Mariembourg en Treignes met GCI rijtuigen. Niet rijvaardig. In afwachting van een volledige restauratie naar bedrijfstoestand staat deze locomotief in het museum in Treignes. |            |
| Locomotieven in het Museum te Treignes | |          |                                                     | |            |
| SA 01 | SAFEA van 1945 tot 1978 CFV3V sinds 1978 | 1945     | Anglo Franco Belge nummer: 2596                     | industrie locomotief van de ammoniak fabriek SAFEA te La Louvière met as-indeling 030T. Max snelheid: 40km/u Leeggewicht 36 t Keteldruk 13 bar Verdampingsoppervlak 91 m² Was in dienst bij de CFV3V van 1978 tot einde 2006 Tussen 2006 en 2010 volledig gerestaureerd met nieuwe vuuraard Was in dienst sinds 11-09-2010 tot einde 2023. Staat "koud in goede staat in het museum in Treignes |            |
| SA 03 | SAFEA van 1929 tot 1980 CFV3V sinds 1980 | 1929     | Tubize nummer: 2002                                 | industrie locomotief van de ammoniak fabriek SAFEA te La Louvière met as-indeling 030T Gereviseerd Max snelheid 40 km/u Leeggewicht 29 t Keteldruk 12 bar Verdampingsoppervlak 91 m² Vermogen 208 pk Water voorraad 4000L Kolen voorraad 1 t Niet rijvaardig. In afwachting van een volledige restauratie naar bedrijfstoestand staat deze locomotief in het museum in Treignes. |            |
| DG 22 | Ateliers Heuze Malevez & Simon Réunis SA tot 1955 Adhémar Demanet tot 1980 CFV3V sinds 1980 Naam Micheline                                           | 1913     | Cockerill nummer 2851                               | Kleine rangeer locomotief met as-indeling 020T. Met Verticale Stoomketel Lengte over de buffers: 5m Leeggewicht 10 t Vermogen 30 pk / 22 kW Keteldruk 10 bar Verdampingsoppervlak 15,172 m² Water voorraad: 1500L Kolen voorraad: 500kg Staat "koud" in goede staat in het museum in Treignes. |            |
| 808 | NMVB tot 1960 Lijn Groenendaal naar Overijse CFV3V sinds 1983 Naam Louise                                                                            | 1894     | Saint Leonard Nummer 941                            | Stoomlocomotief van de Buurtspoorwegen type 10 met as-indeling 030 Met aan beide zijden een bestuurderscabine Max snelheid: 30km/u Lengte over de buffers: 7,20m Leeggewicht 23 t Max Bedrijfsgewicht 28,5 t Keteldruk 10 bar Verdampingsoppervlak 48,35m² Water voorraad: 2950 L Kolen voorraad: 1 t Was in dienst van 2007 tot ? Staat "koud" in goede staat in het museum in Treignes. |            |
| SA 02 | SAFEA tot 1978 CFV3V sinds 1978 | 1945     | Anglo Franco Belge nummer: 2590                     | industrie locomotief van de ammoniak fabriek SAFEA te La Louvière met as-indeling 030T Onherstelbaar wordt visueel gerestaureerd voor het museum Niet rijvaardig |            |
| MF 91 | Koolmijn Monceau Fontaine van 1930 tot 1975 CFV3V sinds 1975                                                                                         | 1930     | UMH nummer: 1834                                    | industrie locomotief van de koolmijn Monceau Fontaine met as-indeling 040T Leeggewicht 43,5 t Keteldruk 12 bar Verdampingsoppervlak 119 m² Gerestaureerd staat sinds 2018 op een rondpunt tussen Couvin en Mariembourg Niet rijvaardig |            |
| PF 84 | Pieux Franki Liege van 1930 tot 1940 Koolmijn Wérister 1940 tot 1988 CVF3V sinds 1990                                                                | 1930     | La Meuse                                            | 020T Tentoongesteld aan de cafetaria te Mariembourg Niet rijvaardig |            |
| Stoomlocomotieven die vroeger eigendom waren van de CFV3V maar verkocht zijn | |          |                                                     | |            |
| AD 08 | | 1950     | La Meuse                                            | industrie locomotief van de koolmijn Waterschei met as-indeling 040T.Verkocht aan Stoomcentrum Maldegem in 2013 |            |
| CA 04 | Cokes Fabriek Anderlus tot 1980 CFV3V sinds 1980 Naam: Gaby                                                                                          | 1951     | Anglo Franco Belge                                  | industrie locomotief van de Cokes fabriek te Anderlus met as-indeling 030T Leeggewicht 36 t Keteldruk 13 bar Verdampingsoppervlak 91 m² Vermogen 211 pk / 155 kW Verkocht in 2022 aan Rail 52 Frankrijk. Niet rijvaardig |            |
| Clabecq 01 | |          |                                                     | industrie locomotief van de staalfabriek Clabecq met as-indeling 020T Lengte over de buffers 8,15 m In 2021 verkocht aan tubize 2069 vzw en in 2022 weg gehaald uit Treignes. |            |
| MF 33 | Koolmijn Monceau Fontaine van 1904 tot 1976 CFV3V sinds 1976 Trainworld sinds 2013                                                                   | 1911     | Haine Saint Pierre                                  | industrie locomotief van de koolmijn Monceau Fontaine met as-indeling 020T. Leeggewicht 20 t Vermogen 54 pk Keteldruk 11 bar Geschonken aan Trainworld in 2013 Niet rijvaardig |            |
| MF 82 | | 1913     |                                                     | In 1985 verkocht aan private eigenaar |            |
| MF 83 | Koolmijn Monceau Fontaine tot 1980 CFV3V tot 2017 | 1916     | La Meuse                                            | industrie locomotief van de koolmijn Monceau Fontaine met as-indeling 030T Leeggewicht 38,5 t Keteldruk 12 bar Verdampinsoppervlak 87 m² Verkocht in 2017 in Frankrijk |            |
| | |          |                                                     | |            |
| Diesellocomotieven | |          |                                                     | |            |
| 5120 | 1961-1970 NMBS nummer 200 020 1971-2003 NMBS nummer 5120 CFV3V sinds 2003                                                                            | 1961     | Cockerill nummer 3752                               | Diesel locomotief van de NMBS reeks 51 met as-indeling Co'Co'. Max snelheid 120 km/u Lengte over de buffers 20,16 m Vermogen 1146 kW Bedrijfsgewicht 117 t Motor: Cockerill-Baldwin 608A met 8cilinder in lijn Vermogen: 1435 kW Overbrenging elektrische ACEC 441 6 gelijkstroom aandrijfmotoren Dieseltank 4000 L Rijvaardig |            |
| 1605 (ex5215) | 1955-1970 NMBS nummer 203 002 1971-1982 NMBS nummer 5302 1983-2003 NMBS nummer 5215 2016 CFB 1605 CFV3V sinds 2019                                   | 1955     | Anglo Franco Belge                                  | Diesel locomotief van de NMBS reeks 52 met as-indeling Co'Co'. Max snelheid 120 km/u Lengte over de buffers 18,55 m Vermogen 1035 kW Bedrijfsgewicht 108 t Motor: GM 567C 16 cilinder in V vermogen: 1265 kW Overbrenging elektrische Smit 6 tractiemotoren Dieseltank 3500 L Niet rijvaardig, wacht op restauratie. Eigendom van Somei |            |
| 5538 | 1962-1970 NMBS nummer 205 038 1971-2009 NMBS nummer 5538 CFV3V sinds 2021                                                                            | 1962     | BN                                                  | Diesel locomotief van de NMBS reeks 55 met as-indeling Co'Co'. Max snelheid 120 km/u Lengte over de buffers 19,55 m Vermogen 1175 kW Bedrijfsgewicht 110 t Dieselmotor GM 16-576C 16 cilinders in V Vermogen: 1435 kW Overbrenging elektrische ACEC/SEM (GM) 6 tractiemotoren Dieseltank 4000 L Rijvaardig in dienst sinds 2021 |            |
| 6086 | 1965-1970 NMBS nummer 210 086 1971-1989 NMBS nummer 6086 1989-1993 TEMCA 1994-2007 Wallers CFV3V sinds 2008                                          | 1964     | Cockerill                                           | Diesel locomotief van de NMBS reeks 60 met as-indeling Bo'Bo'. Max snelheid 120 km/u Lengte over de buffers 17,155 m Vermogen 840 kW Bedrijfsgewicht 78 t Dieselmotor Cockerill TH8.955A 8 cilinder in lijn Vermogen: 1030 kW 4 tractiemotoren ACEC DN 441 Dieseltank 3000 L Rijvaardig in dienst sinds 2009 |            |
| 7304 | 1965-1970 NMBS nummer 273 004 1971-2005 NMBS nummer 7304 en naam Alpha CFV3V sinds 2005 met naam Cubitus                                             | 1965     | BN                                                  | Diesel Rangeerlocomotief van de NMBS reeks 73 met as-indeling C. Max snelheid 60 km/u Lengte over de buffers 11,7 m Vermogen 550 kW Beschikbaar 450 kW Bedrijfsgewicht 56 t Motor Dieselhydraulisch Cockerill TH6955A met 6 cilinders in lijn Vermogen 550 kW Overbrenging: Voith Turbo L217U Dieseltank 3000 L Rijvaardig in dienst sinds 2005 |            |
| 8204 | 1965-1970 NMBS nummer 262.004 1971-2002 NMBS nummer 8204 en naam: Nebraska CFV3V sinds juli 2022                                                     | 1965     | ABR                                                 | Diesel Rangeerlocomotief van de NMBS reeks 82 met as-indeling C Max snelheid 60km/u Lengte over de buffers 11,17m Vermogen 480kW Bedrijfsgewicht 57 t Motor Dieselhydraulisch Dieseltank 3000L Niet rijvaardig Sinds juli 2022 bij de CFV3V in restauratie naar bedrijfstoestand. Rijvaardig sinds juli 2024 |            |
| 8319 | 1956-1970 NMBS nummer 253.019 1971-2013 NMBS nummer 8319 CFV3V sinds 2013                                                                            | 1956     | Cockerill nummer 3481                               | Rangeerlocomotief van de NMBS reeks 83 met as-indeling C. Max snelheid 50 km/u Lengte over de buffers 10,75 m Vermogen 405 kW Beschikbaar 330 kW Bedrijfgewicht 57 t Motor Dieselhydraulisch Cockerill: 6955A met 6 cilinders in lijn Vermogen: 405 kW Overbrenging: Voith Tubo L37U Dieseltank 3000 L Rijvaardig |            |
| 9008 | 1968-1981 Koolmijn Monceau Fontaine CFV3V sinds 1981                                                                                                 | 1968     | Cockerill nummer 4171                               | Kleine rangeer loc van de koolmijn Monceau Fontaine identiek aan NMBS reeks 90 Max snelheid 15 km/u Lengte over de buffers 6,625 m Vermogen 200 pk Bedrijfsgewicht 36,4 t Dieselhydraulische motor Cummins Dieseltank 360 L Geschilderd in NMBS uitvoering 9008 Rijvaardig |            |
| CFL 1817 | 1964-? : CFL 2023 : CFV3V | 1964     | BN                                                  | Diesel locomotief van de CFL reeks 1800 identiek aan NMBS reeks 55 met as-indeling Co'Co'. Max snelheid 120 km/u Lengte over de buffers 19,55 m Vermogen 1145 kW Bedrijfsgewicht 110 t Dieselmotor GM 16-576C 16 cilinders in V Vermogen: 1435 kW Overbrenging elektrische ACEC/SEM (GM) 6 tractiemotoren Dieseltank 4000 L Niet rijvaardig. Wordt in 2024 gerestaureerd naar bedrijfstoestand. |            |
| CFL 914 | 1956-1961: SNCF nummer 040 DE 123 1962-1996: SNCF nummer BB 63123                                                                                    | 1956     | Brissoneau & Lotz                                   | Rangeerlocomotief van de CFL. Oorspronkelijk SNCF reeks BB63000 met as-indeling Bo'Bo' Max snelheid 90 km/u. Lengte over de buffers 14,68 m Vermogen 725 pk 445 kW Bedrijfsgewicht 69 t Motor Diesel-elektrische met 4 tractiemotoren Dieseltank 3000 L Rijvaardig |            |
| BB63149 | 1956-1961: SNCF met nummer 040 DE 149 1962-1994: SNCF met nummer BB 63149                                                                            | 1956     | Brissoneau & Lotz                                   | SNCF reeks BB63000 met as-indeling Bo-Bo . Max snelheid 90 km/u. Lengte over de buffers 14,68 m Vermogen 725 pk 445 kW Bedrijfsgewicht 69 t Motor Diesel-elektrische met 4 tractiemotoren Dieseltank 3000 L Rijvaardig |            |
| Y5130 | 1961-199?: SNCF nummer Y 5130 CFV3V sinds 199? naam: Idefix                                                                                          | 1964     | De Dietrich nummer 83050                            | Kleine rangeer loc van de Franse Spoorwegen met as-indeling B. Max snelheid 18 km/u Lengte over de buffers 7,18 m Vermogen 110 pk / 81 kW Bedrijfsgewicht 20 t Motor Diesel-Hydraulisch Poyaud 4PDT, 4 Dieseltank 200 L Rijvaardig Wordt enkel gebruikt voor rangeren in station van Treignes |            |
| 9011 | 1957-2014 Dolomies Marche-les-Dames met nummer VL02/1 CFV3V sinds 2014                                                                               | 1957     | Cockerill nummer 3559                               | Kleine rangeer loc van de "Dolomies Marche-les-Dames" identiek aan NMBS reeks 90 Max snelheid 20 km/u Lengte over de buffers 6,625 m Vermogen 240 kW Bedrijfsgewicht 36,4 t Dieselhydraulische motor Cockerill 4-175 Dieseltank 360 L Geschilderd in nieuwe NMBS uitvoering 9011 Rijvaardig maar wordt niet gebruikt |            |
| VL02/2 | 1969-2014 Dolomies Marche-les-Dames met nummer VL02/2 CFV3V sinds 2014                                                                               | 1969     | Cockerill nummer 3573                               | Kleine rangeer loc van de "Dolomies Marche-les-Dames" identiek aan NMBS reeks 90 Rijvaardig |            |
| Fina 1 | Fina Raffinaderij Antwerpen van 1983 tot 1999 CFV3V sinds 1999                                                                                       | 1983     | Hunslet Leeds UK                                    | Industrie rangeer loc van de Fina raffinaderij te Antwerpen met as-indeling B Max snelheid 26,5 km/u Vermogen 330 kW Deze diesel is extra beveiligd tegen vonken Buiten dienst |            |
| Fina 2 | Fina Raffinaderij Antwerpen van 1963 tot 1999 CFV3v sinds 1999                                                                                       | 1963     | Cockerill                                           | Industrie rangeer loc van de Fina raffinaderij te Antwerpen met as-indeling B Max snelheid 26,5 km/u Buiten dienst |            |
| GV69 | Glaverbel | 1964     | ABR                                                 | Industrie rangeerloc van Glaverbel met as-indeling B. Vermogen 320pk Buiten Dienst |            |
| 63121 | SNCF |          |                                                     | Gesloopt na een ongeval in 2000. |            |
| Treinstellen/motorrijtuigen | |          |                                                     | |            |
| 4407 | 1954-1970: NMBS nummer 604.07 1971-2003: NMBS nummer 4407 CFV3V sinds 2003                                                                           | 1954     | Ateliers Germain                                    | Diesel MotorWagen van de NMBS reeks MW44. Max snelheid 100 km/u Lengte over de buffers 23,8 m Vermogen 356 pk / 270 kW Leeggewicht 44 t / Bedrijfsgewicht 53 t Diesel motor 2x GM 6V71 Dieseltank 600 L Rijvaardig in dienst sinds 2003 |            |
| 554.10 | 1952-1970 NMBS nummer 554.10 1971-1995: NMBS nummer 4610 CFV3V sinds 1995                                                                            | 1952     | Ragheno Mechelen                                    | Diesel MotorWagen van de NMBS reeks MW46. Max snelheid 80 km/u Lengte over de buffers 16,22 m Vermogen 180 pk / 131 kW Bedrijfsgewicht 33,6 t Motor Diesel-Hydraulisch GM 6V71N Rijvaardig in 2023 |            |
| 554.11 | 1952-1970: NMBS nummer 554.11 1971-1987 NMBS nummer 4611 CFV3V sinds 1987                                                                            | 1952     | Ragheno Mechelen                                    | Diesel MotorWagen van de NMBS reeks MW46. Max snelheid 80 km/u Lengte over de buffers 16,22 m Vermogen 180 pk / 131 kW Bedrijfsgewicht 33,6 t Motor Diesel-Hydraulisch GM 6V71N Rijvaardig |            |
| X3998 | 1957-1981: SNCF nummer X 3998 CFV3v sinds 1981 SNCF Picasso                                                                                          | 1957     | ANF Frankrijk                                       | Diesel motorwagen van de SNCF. Max snelheid 120 km/u Lengte over de buffers 21,851 m Vermogen 300 pk / 220 kW Motor Saurer Diesel-Mechanisch Dieseltank 400 L Rijvaardig van 1981 tot 2019 Niet Rijvaardig sinds 2020, in restauratie in 2022/2023 |            |
| 4510 | 1955-1970: NMBS nummer 605.10 1971-2015: NMBS nummer 4510 CFV3V sinds 2015                                                                           | 1955     | Ateliers Germain                                    | Diesel MotorWagen van de NMBS reeks MW45. Max snelheid 90 km/u Lengte over de buffers 23,8 m Vermogen 356 pk / 261 kW Bedrijfsgewicht 54,27 t Motor Dieselhydraulisch 2x GM 6V71N Niet rijvaardig in restauratie in 2023 |            |
| ES403 | 1954-1986 NMBS nummer 4328 1986-1990 NMBS omgebouwd tot ES403 1990-2019 NMBS CFV3V sinds 2019                                                        | 1954     | Ateliers Métallurgiques de Nivelles                 | Diesel MotorWagen van de NMBS reeks MW43 Max snelheid 90km/u Lengte over de buffers 23,8m Vermogen 294kW Bedrijfsgewicht 40,5t Motor Diesel SEM / 6K103HS Dieseltank 900 L Rijvaardig maar niet in dienst |            |
| 4608 | 1952-1970: NMBS nummer 554.08 1971-2000 NMBS nummer 4608 CFV3V sinds 2000                                                                            | 1952     | Ragheno Mechelen                                    | Diesel MotorWagen van de NMBS reeks MW46 Max snelheid 80 km/u Lengte over de buffers 16,22 m Vermogen 180 pk / 131 kW Bedrijfsgewicht 33,6 t Motor Diesel-Hydraulisch GM 6V71N Dieseltank 320 L Niet rijvaardig Wacht op volledige restauratie |            |
| 551.34 | 1939-1970 NMBS nummer 551 34 1971-1995 CFV3V sinds 2014                                                                                              | 1939     | Centrale Werkplaats Mechelen                        | Diesel MotorWagen van de NMBS type 551. Max snelheid 58 km/u Lengte over de buffers 11,335 m Vermogen 92 kW Leeggewicht 15 t / Bedrijfsgewicht 21,4 t Motor GM 6D120B Dieseltank 160 L Rijvaardig maar staat in het museum in Treignes. |            |
| 550.09 | 1953-1968 Ruhr-Lippe-Eisenbahnen nummer VT 3 1968-1975 Mindener Kreisbahnen nummer T 9 1975-1977 Noord Nederlandse Museumsspoorbaan CFV3V sinds 1977 | 1953     | Talbot Aachen 95134                                 | Diesel motorwagen van de Mindener Kreisbahn. Max snelheid 70 km/u Vermogen 145 pk Motor Deutz (Koln) n° 1 359 337/43 Niet Rijvaardig staat in het museum in Treignes. |            |
| 201-211 | 1956-19??: CFL nummer 201A-201B 19??-1995: CFL nummer 201-211 CFV3V sinds 1995                                                                       | 1956     | Westwagon Duitsland 192342-3                        | 2-delig dieselstel van de Luxemburgse Spoorwegen.met as-indeling B'2'+2'B' Max snelheid 105 km/u Lengte over de buffers 47,44 m Vermogen 2x150 pk / 2x149 kW Bedrijfsgewicht 65 t Motor 2x Deutz A12 L614 Diesel-Hydraulisch Dieseltank 400L Uit Dienst begin 2022 Te Koop |            |
| T5 | | 1934     |                                                     | In 1978 gekocht van de Noordnederlandse Museumspoorbaan Assen-Rolde. In 2014 naar het Kleinbahnmuseum. |            |
| Personen Rijtuigen | |          |                                                     | |            |
| NMBS Type GCI: algemene kenmerken: 4203 stuks gebouwd van 1900 tot 1921-houten kast-3 assen-geen draaistellen-lengte 14,90 tot 15,28 m bagage wagens 12,85 m-gewicht 27 tot 29 ton-max snelheid 80 km/u-verwarming stoom-verlichting oorspronkelijk met verrijkt gas later gloeilampen-verschillende bouwers-houten zwaaideuren per compartiment-Kleur NMBS-donker groen-uit dienst in 1961                                         | |          |                                                     | |            |
| C 94806 | NMBS | 1914     | BN                                                  | 3de klas 1 balkon Volledig Gerestaureerd Rijvaardig Staat in museum |            |
| C 95572 | NMBS | 1910     | Léon Hiard                                          | 3de klas 1 balkon Volledig Gerestaureerd Rijvaardig Staat in museum |            |
| C 96715 | NMBS | 1908     |                                                     | 3de klas geen balkon Volledig gerestaureerd Rijvaardig Staat in museum |            |
| D 99132 | NMBS | 1921     | Ateliers Germain                                    | Bagage rijtuig Volledig Gerestaureerd Rijvaardig Staat in museum |            |
| A 91919 | NMBS | 1921     | La Hestre                                           | 1ste en 2de klas Wacht op restauratie Niet rijvaardig |            |
| C 95613 | NMBS | 1908     | Ateliers de Nivelles                                | 3de klas 1 balkon In Restauratie in 2023. Niet rijvaardig |            |
| A 91638 | NMBS | 1920     | La Croyère                                          | werd verkocht |            |
| Pruisische Rijtuigen Gebruikt door de NMBS: algemene kenmerken: zijn na de 1ste wereldoorlog in dienst gekomen bij de NMBS tot 1972-Oorspronkelijk Duitse(Pruisische) rijtuigen dus gebouwd in Duitsland voor WO1-3 assers-verschillende types van verschillende bouwers-In totaal een 1000 tal-Genummerd van 53000 tot 56000-Kleur voor NMBS Bruin nadien NMBS donker groen                                                        | |          |                                                     | |            |
| P53123 | NMBS |          |                                                     | Origineel van de DRG Bruine schildering 3de klasse Volledig Gerestaureerd. Rijvaardig Staat in museum |            |
| P53451 | NMBS |          |                                                     | Origineel van de DRG Groene schildering 3de klasse max snelheid 90 km/u. Volledig Gerestaureerd. Rijvaardig Staat in museum |            |
| P53688 | NMBS |          |                                                     | Origineel van de DRG in restauratie in 2023. Niet rijvaardig |            |
| NMBS Type N: algemene kenmerken: 18 stuks gebouwd in 1930 voor Nord Belge-max snelheid 120 km/u-as-indeling Bo-Bo-draaistellen Pennsylvenia-lengte 20,85 m-Bouwers: Baume et Marpent en Anglo-Franco-Belge-Verwarming Stoom-Verlichting origineel gloeilampen later TL-Volledig stalen rijtuig-zwaaideuren per compartiment-oorspronkelijk Internationaal vervoer later binnenlands vervoer-Kleur NMBS donker groen-uit dienst 1976 | |          |                                                     | |            |
| N39104 | NMBS ex Nord Belge | 1930     | Baume & Marpent                                     | 3de klas+Bagage Volledig Gerestaureerd Rijvaardig sinds 09/2021 |            |
| N32303 | NMBS ex Nord Belge | 1930     | Anglo-Franco-Belge                                  | 2de klas Wacht op restauratie. Niet rijvaardig |            |
| N32402 | NMBS ex Nord Belge | 1930     | Baume & Marpent                                     | 3de klas Wacht op restauratie. Niet rijvaardig |            |
| NMBS Type M1: algemene kenmerken:450 stuks gebouwd tussen 1935 en 1937-max snelheid 80 km/u later 120 km/u-as-indeling Bo-Bo-draaistellen Pennsylvenia-lengte 22,76 m-gewicht 43 tot 54 ton-Verschillende bouwers-Verwarming Stoom en/of elektrische-Verlichting Gloeilampen-4x dubbele schuifdeuren-uit dienst in 1986 | |          |                                                     | |            |
| M1 42014 | NMBS | 1936     | Ateliers Metallurgique Nivelles                     | Omgebouwd tot restaurant rijtuig in crème-blauwe schildering in 2017 Rijvaardig |            |
| M1 49020 | NMBS | 1937     | Ateliers de Seneffe                                 | Omgebouwd tot keuken-buffet-restaurant rijtuig in créme-blauwe schildering in 2017 Rijvaardig |            |
| M1 43060 | NMBS | 1936     | BN                                                  | Omgebouwd voor rolstoelgebruikers.Kleur: Donker Groen. Rijvaardig |            |
| M1 42094 | NMBS | 1936     | Anglo-Franco-Belge                                  | Wordt gerestaureerd. Niet rijvaardig |            |
| NMBS Type L: algemene kenmerken: 312 stuks gebouwd tussen 1932 en 1935-max snelheid 120 km/u-as-indeling Bo-Bo-draaistellen Pennsylvenia-lengte 19,30 m-gewicht 36 tot 39 ton-Verschillende bouwers-Verwarming Stoom-Verlichting Gloeilampen-zwaaideuren per compartiment-Kleur NMBS donker groen-uit dienst in 1981 | |          |                                                     | |            |
| L 32024 | NMBS | 1933     | Compagnie Central de Construction                   | 3de klas Rijvaardig |            |
| L 32076 | NMBS | 1934     | Compagnie Central de Construction                   | 3de klas Rijvaardig |            |
| L 33006 | NMBS | 1934     | Ateliers de Familleurieux                           | 1ste en 2de klas Rijvaardig |            |
| L 38010 | NMBS | 1934     | Ragheno Mechelen                                    | Bagage+1ste klas Rijvaardig |            |
| NMBS Type K1 algemene kenmerken: 503 stuks gebouwd tussen 1933 en 1935-max snelheid 140 km/u-as-indeling Bo-Bo-draaistellen Pennsylvania type5 en Schlieren type 25-Lengte 23,32 m-Gewicht 41,5 tot 43 ton-Verschillende bouwers-Verwarming Stoom later elektrische-Verlichting TL en Gloeilampen-Dubbele zwaaideuren uiteinde rijtuig-Kleur 2 tinten groen-uit dienst in 1989                                                      | |          |                                                     | |            |
| K1 21026 | NMBS | 1934     | Baume et Marpent                                    | 1ste klas Volledig gerestaureerd. Donker Groen. Rijvaardig |            |
| K1 22020 | NMBS | 1934     | Anglo Franco Belge                                  | 3de klas Wacht op restauratie Niet rijvaardig |            |
| K1 22028 | NMBS | 1935     | Anglo Franco Belge                                  | 3de klas Wacht op restauratie Niet rijvaardig |            |
| K1 29123 | NMBS | 1934     | Energie                                             | 3de klas + Bagage Wacht op restauratie Niet rijvaardig |            |
| NMBS Type K3 algemene kenmerken: 100 stuks gebouwd tussen 1956 en 1958-max snelheid 140 km/u-as-indeling Bo-Bo-draaistellen Schlieren type 22 en 23-Lengte 23,32 m-Gewicht 37,5 ton-Bouwer: CW Mechelen-Verwarming Stoom en elektrische-Verlichting TL-Dubbele zwaaideuren uiteinde rijtuig-uit dienst in 1989 | |          |                                                     | |            |
| K3 22420 | NMBS | 1955     | NMBS Mechelen                                       | 2de klas Kleur: 2 tinten groen Houten banken Rijvaardig |            |
| K3 22424 | NMBS | 1955     | NMBS Mechelen                                       | 2de klas Kleur: Donker Groen. Lederen banken Rijvaardig |            |
| K3 22430 | NMBS | 1955     | NMBS Mechelen                                       | 2de klas Kleur: Donker Groen. Houten banken Rijvaardig |            |
| K3 22442 | NMBS | 1955     | NMBS Mechelen                                       | 2de klas Kleur: Donker Groen Lederen banken Rijvaardig |            |
| K3 22466 | NMBS | 1955     | NMBS Mechelen                                       | 2de klas Kleur: 2 tinten groen Houten banken Rijvaardig |            |
| K3 22469 | NMBS | 1955     | NMBS Mechelen                                       | 2de klas Kleur: 2 tinten groen Houten banken Rijvaardig |            |
| K3 22491 | NMBS | 1955     | NMBS Mechelen                                       | 2de klas Kleur: 2 tinten groen Lederen banken Rijvaardig |            |
| DMS 17412 | NMBS | 1978     |                                                     | Rijtuig van de NMBS type DMS. Max snelheid 160 km/u. Lengte over de buffers 26,4m. Kleur Grijs Bagage wagen Rijvaardig Maar wordt gebruikt als slaaplokaal voor CFV3V medewerkers |            |
| N°8 | NMBS | 1938     |                                                     | Rijtuig van de NMBS Koninklijk rijtuig nr8. Max snelheid 140 km/u. Lengte over de buffers 19,3m Kleur groen. Wacht op restauratie Niet Rijvaardig |            |
| Goederenwagens | |          |                                                     | |            |
| E401 | NMBS | 1947     | Nobels Peelman                                      | Open goederenwagen van de NMBS type Es. Max Laadvermogen 26ton. Vloeroppervlakte 19m². Lengte over de buffers 9,25m Rijvaardig Gerestaureerd |            |
| E402 | CFL |          |                                                     | Open goederenwagen van de Luxemburgse Spoorwegen type Es. Max Laadvermogen 25ton. Vloeroppervlakte 24m². Lengte over de buffers 9,95m. Rijvaardig Gerestaureerd |            |
| E403 | NMBS | 1971     |                                                     | Goederenwagen van de NMBS met roldak type Tms. max snelheid 100 km/u Niet gerestaureerd |            |
| E404 | NMBS |          |                                                     | max snelheid 100 km/u Niet gerestaureerd |            |
| F411 | CFL | 1969     | AEBEL Frankrijk                                     | Goederenwagen van de Luxemburgse spoorwegen type Fcs. Max snelheid 100 km/u. Lengte over de buffers 9,64m Rijvaardig Gerestaureerd |            |
| G101 | CFL | 1921     |                                                     | Gesloten goederenwagen van de Luxemburgse spoorwegen. Max Laadvermogen 10ton. Vloeroppervlakte 11,5m². Lengte over de buffers 8,52m Rijvaardig Gerestaureerd |            |
| G102 | CFL | 1942     |                                                     | Gesloten goederenwagen van de Luxemburgse spoorwegen type Gkklm. Max Laadvermogen 25ton. Vloeroppervlakte 21,8m². Lengte over de buffers 9,0m Rijvaardig Gerestaureerd |            |
| G103 | CFL | 1943     |                                                     | Gesloten goederenwagen van de Luxemburgse spoorwegen. Max Laadvermogen 25ton. Vloeroppervlakte 23m² Lengte over de buffers 10,1m Rijvaardig Gerestaureerd |            |
| G104 | NMBS |          |                                                     | Gesloten goederenwagen van de NMBS type Gkklms. Max snelheid 100 km/u. Vloeroppervlakte 21m². Lengte over de buffers 9,52m Niet Gerestaureerd |            |
| G105 | |          |                                                     | Gesloten goederenwagen Niet gerestaureerd |            |
| G106 | CFL | 1965     | Frangeco Frankrijk                                  | Gesloten goederenwagen van de Luxemburgse spoorwegen type Gs. Vloeroppervlakte 25m². Lengte over de buffers 10,6m Rijvaardig Gerestaureerd |            |
| G111 | NMBS |          |                                                     | Gesloten goederenwagen met platdak van de NMBS. Max Laadvermogen 20ton. Vloeroppervlakte 21m² Lengte over de buffers 9,2m Rijvaardig Gerestaureerd |            |
| G112 | NMBS |          |                                                     | Gesloten goederenwagen met puntdak van de NMBS. Max Laadvermogen 20ton. Vloeroppervlakte 18m² Rijvaardig Gerestaureerd |            |
| G113 | NMBS | 1908     |                                                     | Gesloten 3 assige goederenwagen van de NMBS. |            |
| G121 | NMBS |          |                                                     | Bagage wagen voor goederentreinen van de NMBS. Max Laadvermogen 6ton Rijvaardig gerestaureerd |            |
| G131 | NMBS | 1967     |                                                     | Gesloten goederenwagen met schuifdeuren van de NMBS type Tbis. Max Laadvermogen 25ton. Vloeroppervlakte 33m². Lengte over de buffers 14,0m Rijvaardig Gerestaureerd |            |
| G132 | NMBS |          |                                                     | Gesloten goederenwagen van de NMBS type Tbfis. Max Laadvermogen 25,5ton. Vloeroppervlakte 27,13m² Max snelheid 100 km/u. Niet gerestaureerd |            |
| G141 | NMVB |          |                                                     | Gesloten goederenwagen van de Nationale Maatschappij Van de Buurtspoorwegen. Max Laadvermogen 10ton. Vloeroppervlakte 13m² Lengte over de buffers 6,6m Rijvaardig Gerestaureerd |            |
| K201 | |          |                                                     | platte werkwagen van de werkplaats Treignes. Vloeroppervlakte 17m² Lengte over de buffers 8,8m Rijvaardig |            |
| K202 | NMBS | 1900     |                                                     | Platte wagen van de NMBS. max snelheid 40 km/u. Vloeroppervlakte 18m². Lengte over de buffers 9,2m. Rijvaardig Gerestaureerd |            |
| K211 | |          |                                                     | omgebouwde kraanwagen voor de werkplaats Treignes. lengte over de buffers 7,2m Rijvaardig |            |
| R301 | NMBS | 1914     |                                                     | 4 assige platte wagen van de NMBS. Max Laadvermogen 30ton. Vloeroppervlakte 28,5m². Lengte over de buffers 13,2m Rijvaardig Gerestaureerd |            |
| R302 | NMBS |          |                                                     | 4 assige platte wagen van de NMBS. Max Laadvermogen 40ton. Vloeroppervlakte 44,5m². Lengte over de buffers 19,6m Niet Gerestaureerd |            |
| X901 | |          | Waggonfabrik Saarbrucken                            | Tankwagen voor zware brandstof omgebouwd als watertank 20 000L. Blauwe schildering Chimay Trappist. Lengte over de buffers 8,6m Rijvaardig |            |
| X902 | CFL |          |                                                     | 4 assige Tankwagen voor water 36 000L. Lengte over de buffers 9,8m Rijvaardig |            |
| X911 | NMBS |          |                                                     | Platte werkwagen met kraan van de NMBS. Max snelheid 100 km/u. Max Laadvermogen 27ton. Lengte over de buffers 13,85m Rijvaardig |            |
| X912 | NMBS |          |                                                     | 4 assige kraanwagen van de NMBS. Max snelheid 40 km/u. Lengte over de buffers 12,9m Niet rijvaardig |            |
| X921 | CFL | 1943     |                                                     | Gesloten Goederenwagen van de Luxemburgse spoorwegen; Omgebouwd tot generatorwagen. Max snelheid 65 km/u. Lengte over de buffers 10,0m. Rijvaardig |            |
| X931 | DB | 1977     | AW Bremen                                           | Platte werkwagen van de DB. Max snelheid 70 km/u; Max Laadvermogen 10ton. Vloeroppervlakte 15m² Lengte over de buffers 6,4m Rijvaardig |            |
| X941 | DRG | 1927     |                                                     | Gesloten Postwagen van de DRG. Vloeroppervlakte 27m². Lengte over de buffers 14,5m Rijvaardig Gerestaureerd |            |
| X951 | | 1948     |                                                     | Stoomkraanwagen van de staalfabriek Clabecq. Max hefvermogen 12ton. |            |